# Cokuni
 Cokuni   (olaszul: Zucconi) falu Horvátországban, Isztria megyében. Közigazgatásilag Marčanához tartozik.

## Fekvése
Az Isztria délkeleti részén, Pólától 18 km-re északkeletre, községközpontjától 3 km-re keletre fekszik.

## Története
A falunak 1880-ban 90, 1910-ben 144 lakosa volt. Lakói főként mezőgazdaságból éltek, illetve a közeli nagyobb településeken dolgoztak. Az első világháború után a falu Olaszországhoz került. A második világháború után Jugoszlávia része lett. Jugoszlávia felbomlása után 1991-ben a független Horvátország része lett. 2011-ben a falunak 71 lakosa volt.

## Lakosság
| Lakosság változása | Lakosság változása | Lakosság változása | Lakosság változása | Lakosság változása | Lakosság változása | Lakosság változása | Lakosság változása | Lakosság változása | Lakosság változása | Lakosság változása | Lakosság változása | Lakosság változása | Lakosság változása | Lakosság változása | Lakosság változása |
| ------------------ | ------------------ | ------------------ | ------------------ | ------------------ | ------------------ | ------------------ | ------------------ | ------------------ | ------------------ | ------------------ | ------------------ | ------------------ | ------------------ | ------------------ | ------------------ |
| 1857               | 1869               | 1880               | 1890               | 1900               | 1910               | 1921               | 1931               | 1948               | 1953               | 1961               | 1971               | 1981               | 1991               | 2001               | 2011               |
| 0                  | 0                  | 90                 | 76                 | 111                | 144                | 0                  | 0                  | 149                | 132                | 112                | 97                 | 86                 | 63                 | 63                 | 71                 |